# Dabuk Rejo
Dabuk Rejo is een bestuurslaag in het regentschap Ogan Komering Ilir van de provincie Zuid-Sumatra, Indonesië. Dabuk Rejo telt 5849 inwoners (volkstelling 2010).